# Shaw Brothers

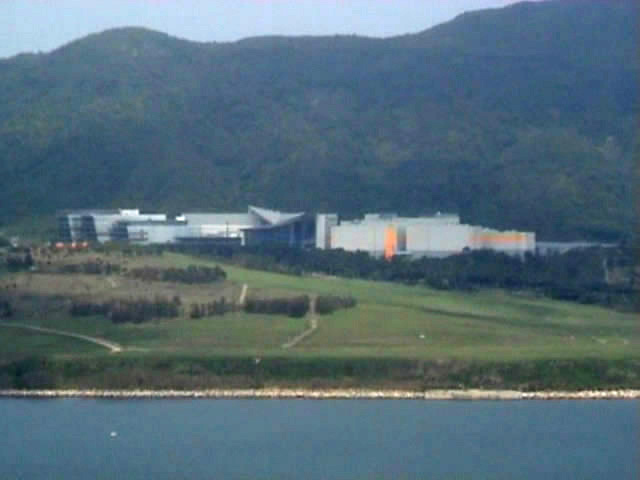
Shaw Studios

«Shaw Studios» (китайский: 邵氏片場) — гонконгская киностудия, принадлежащая Shaw Brothers (HK) Ltd., является первопроходцем и крупнейшей компанией по производству фильмов в Гонконге.
В 1925 году Шао Жэньлэн (邵逸夫, Run Run Shaw; в последнее время более известен под именем Шао Ифу) и его третий брат Шао Жэньмэй (邵仁枚, Runme Shaw) основали Shaw Organization в Сингапуре и несколько лет занимались распространением кино в Юго-Восточной Азии. В 1930 году они основали компанию по производству фильмов под названием South Sea Film (南洋影片), которая позже была переименована в «Студию Shaw Brothers». Студия выпустила первый гонконгский фильм со звуком 《白金龍》 (название переводится как «платиновый дракон», известный сленговый термин для пистолета) в 1934 году.
Щитовидный логотип Shaw Brothers, с которого начинается почти каждый фильм их производства, был разработан по примеру похожего на него логотипа компании Warner Brothers.

## Режиссёры
Студия Shaw Brothers известна своими режиссёрами Кингом Ху, Лю Цзяляном (Lau Kar-leung) и Чжан Чэ. Ху был режиссёром, который больше всего известен фильмом 1966 года Выпей со мной.
Чжан Чэ является самым известным режиссёром студии Shaw, с такими фильмами, как Пятеро ядовитых (Five Deadly Venoms), Храбрый лучник (Brave Archer, по работам Цзинь Юна), Однорукий меченосец (One Armed Swordsman) и другими классическими фильмами жанров уся и ушу. Практически наравне с ним по известности был хореограф Лю Цзялян, который стал режиссёром и снял такие выдающиеся фильмы, как 36 ступеней Шаолиня (The 36th Chamber of Shaolin) и Боец с шестом (Eight-Diagram Pole Fighter).

## Сценаристы
- Ни Куан

## Актёры
Студия Shaw Brothers была построена по классической голливудской системе с сотнями актёров, подписавшими эксклюзивные контракты. В то время, как другие студии крутили большое количество различных актёров, Shaw Brothers назначали определённые группы актёров для работы исключительно с некоторыми режиссёрами. Группа, известная после выпуска фильма 1978 года Пятеро Ядовитых (Five Deadly Venoms) стала впоследствии известна под этим именем, как наиболее запоминающимся. Эти пятеро были Ло Ман (Lo Mang), Лу Фэн (Lu Feng), Сунь Цзянь (Sun Chien), Цзян Шэн (Chiang Sheng) и Го Чжуй (Kuo Chui), которые были звёздами студии Shaw в течение многих лет, но стали знамениты только после выхода Пятерых ядовитых. «Шестой Ядовитый», Вэй Пай (Wei Pai), который играл Змею в Пятерых ядовитых был также одним из Группы Ядовитых, которая насчитывала более 15 актёров, появлявшихся в практически всех фильмах про Ядовитых.
В первой половине 1970-х две другие звезды были в основном хорошо известны и привлекались Чжан Чэ в работе над его фильмами: Ти Лун (Ti Lung) и Дэвид Цзян (David Chiang). Ти Лун считается[кем?] одним из лучших, если не самым лучшим актёром Shaw Studios, и также известен как актёр, который подчёркивал свою мускулатуру сильной работой над персонажем в течение многих фильмов. Цзян с другой стороны выглядел тонким и жилистым, и часто играл саркастичного анти-героя к стандартному архетипу Луна. В течение десятилетия этот дуэт был затенён восходом Александра Фу Шэна, который играл второстепенные роли против них во многих случаях. Фу погиб в 1983 году в автокатастрофе, закончив таким образом краткую, но эффектную карьеру[значимость факта?].
Участники Семи маленьких счастливчиков, включая Джеки Чана (Jackie Chan) и Саммо Хунга (Sammo Hung), играли различные дополнительные и короткие эпизоды в некоторых фильмах Shaw Brothers, но были неизвестны в то время[значимость факта?].
Актрисы студии Shaw не считались хорошо известными[кем?], в основном вследствие предпочтения историй о братстве Чжана Чэ и предполагаемой[кем?] ненависти продюсера Моны Фон (Mona Fong) к красивым женщинам. Тем не менее, такие актрисы как Бетти Лэ Ди (Betty Loh Ti), Чжэн Пэйпэй (Cheng Pei Pei), Лили Ли (Lily Li Li Li), Чинг Пинг (Сhing Ping) и Тянь Ню (Tien Niu) появлялись в фильмах Shaw. Чжэн Пэйпэй, в частности, относительно известна главной ролью в фильме Ху Цзиньцюаня Выпей со мной и в его продолжении Золотая ласточка, а также ролью Нефритовой Лисы в фильме Энга Ли Крадущийся тигр, затаившийся дракон. Чинг Пинг, звезда уся-фильмов 60-х гг., в частности, известна по фильмам с Джимми Ванг Ю в главной роли (трилогия о храме Красного Лотоса, Великолепное трио и След сломанного клинка).

## Приобретение и распространение фильмов компанией Celestial Pictures
Множество их классических фильмов стали объектом пиратства в течение многих лет вследствие популярности в частности фильмов жанра кун-фу/Боевые искусства. Компания Celestial Pictures приобрела права на фильмы студии и выпустила примерно 760 из около 1000 приобретённых фильмов на DVD, с восстановленными цифровым способом изображением и качественным звуком.
Множество улиц и других географических объектов в Гонконге и Сингапуре были названы по имени Шао Ифу за его непревзойдённый вклад в благотворительность и медицинское обслуживание[значимость факта?]. Shaw Organisation до сих пор остаётся самой большой сетью распространения в Сингапуре.